# Тётка Тенардье
Тётка Тенардье (фр. Madame Thénardier) (1783 - 1832) — персонаж романа Виктора Гюго «Отверженные», жена Тенардье. Пособница и сообщница мужа. Образ выведен как крайне отрицательный, но наделён своеобразным колоритом.

## Характер
Родилась около 1783. Прежнюю её жизнь автор не описывает, имени не называет. В 1815 она уже была замужем за Тенардье и помогала ему в мародёрстве при Ватерлоо. На вырученные таким образом средства супруги открыли трактир в Монфермейле.
Тётка Тенардье — тип «жандарма в юбке»: высокий рост, огромная физическая сила, тяжёлая корпуленция, растительность на лице. В благодушном настроении она напоминает пьяного извозчика, в злобном — палача. По характеру взбаламошна и жестока. При этом увлекается «глупыми романами», которые временами «пробуждают в кабатчице жеманницу».
Будучи женщиной недалёкой, тётка Тенардье не участвует в управлении трактиром; это безраздельная прерогатива мужа. Выполняет физические работы, с которыми справляется без особого труда. В меру способностей помогает Тенардье обирать посетителей. По-своему общительная, любит выпить, в разговорах развязна как ярмарочная балаганщица.
Магнетическое влияние на тётку Тенардье оказывает муж. Презирая окружающих, она благоговеет перед Тенардье, беспредельно его уважает и беспрекословно подчиняется.
В браке супруги имели пятерых детей: дочерей Эпонину и Азельму, сына Гавроша и двух мальчиков, имена которых не названы. Но членами семьи родители признают только дочерей. От сыновей быстро избавляются, отдав чужим людям — фактически выбросив на улицу при полном равнодушии матери. Зато Эпонину и Азельму тётка Тенардье любит и балует.

Эта женщина была ужасным существом; она любила только своих детей и боялась только своего мужа.

## В сюжете
Весной 1818 молодая работница Фантина, обманутая любовником Толомьесом, с маленькой дочерью Козеттой проходит мимо трактира Тенардье. Она в трудном положении — брошенная, почти без средств, с ребёнком на руках, идёт из Парижа в Монрейль-Приморский, надеясь найти там работу.
У дверей трактира Фантина видит Эпонину и Азельму — играющих, весёлых, ухоженных. Тётка Тенардье сидит рядом и читает очередной роман. Случайный идиллический вид впечатляет простодушную Фантину. Она уговаривает тётку Тенардье временно оставить Козетту в своей семье. Решение принимает, как всегда, не жена, а муж: Тенардье соглашается, забрав у Фантины почти всю её наличность и назначив ежемесячную плату.
С пятилетнего возраста Козетта попадает в домашнее рабство. Тётка Тенардье жестоко обращается с девочкой: взваливает на неё чёрную работу по трактиру, издевается, избивает. Муж-хозяин тем временем эксплуатирует материнские чувства Фантины, обманом взвинчивая плату за «содержание» дочери.
В 1823 в трактир приходит Жан Вальжан — обещавший умершей Фантине позаботиться о Козетте. Он становится свидетелем издевательств, которым тётка Тенардье подвергает маленькую служанку. Доброта посетителя к Козетте приводит трактирщицу в бешенство. Заплатив Тенардье полторы тысячи франков, Жан Вальжан уводит Козетту. Тётка Тенардье впервые осмеливается критиковать мужа — она считает, что следовало взять больше.
Впоследствии Тенардье разоряются. Супруги с дочерьми перебираются в Париж. Семья всё глубже погружается в нищету. Тенардье живёт мелкими аферами, мошенничеством и попрошайничеством. Тётка Тенардье пребывает в пассивном оцепенении, хотя по-прежнему подчиняется мужу и любит дочерей.
Зимой 1832, пригласив к себе благотворителя-филантропа, чтобы выпросить денег, Тенардье узнаёт в нём Жана Вальжана, а в его миловидной хорошо одетой спутнице — Козетту. Тётка Тенардье в приступе бешеной злобы вырывается из своего оцепенения.
Тенардье связывается с бандой «Петушиный час» и организует разбойную засаду на Жана Вальжана. Преступники планируют похитить Козетту и шантажом получить двести тысяч франков. Тётка Тенардье с её силовыми данными, исполнительностью и необузданной злобой активно участвует в преступлении.

Девять против одного, даже если считать тётку Тенардье только за одного мужчину.

В разгар событий на квартире Тенардье появляется наряд полиции. Бандиты «Петушиного часа» в страхе перед Жавером немедленно сдаются. Сопротивление оказывают только супруги Тенардье. Муж стреляет в Жавера, но пистолет даёт осечку. Жена, упрекая сообщников в трусости, швыряет в Жавера тяжёлый камень, но промахивается. Все преступники арестованы.
Через некоторое время тётка Тенардье умирает в тюрьме.
Мужу удаётся бежать, но о жене он практически не вспоминает. Лишь раз, пытаясь продать Мариусу Понмерси ложный компромат на Жана Вальжана, Тенардье говорит о своей супруге — намекая на семейные обязательства. Мариус разоблачает Тенардье по всем пунктам, включая этот: «Ваша жена умерла, чудовищный лжец!»

## Смысл образа
Тётка Тенардье — персонаж крайне отрицательный, хотя не вполне самостоятельный. Она выступает как дополнение к мужу, «человеко-орудие» негодяя и преступника. «Звериное начало» её характера не меняет даже любовь к дочерям. 
На этом образе автор иллюстрирует пороки целой социальной группы — «между т. н. средним и т. н. низшим классом», которая «не обладает ни благородными порывами рабочего, ни порядочностью буржуа». Социал-дарвинистское мировоззрение, хищная алчность, готовность на любое преступление — зловещие в образе Тенардье, в образе его жены доведены до гротеска.